# Изола (футбольный клуб, 1996)
«Изола» (словен. Mladinski nogometni klub Izola) — словенский футбольный клуб из города Изола, выступающий в Третьей словенской лиге. Домашние матчи проводит на Городском стадионе Изолы.

## История
После расформирования в 1996 году клуба «Изола» власти города и футбольные активисты решили создать новый клуб, но с сохранением традиций. В результате появился МНК «Изола», который юридически не связан с ФК «Изола», но является правопреемником у болельщиков.
Клуб начал выступать в любительских региональных соревнованиях, постепенно дойдя до Третьей словенской лиги.

## Достижения
- Четвёртый словенский дивизион 2000/01: 1-е место
- Третий словенский дивизион 2001/02: 1-е место

## Известные игроки
- Кристиан Ли-Хим